# Diatraea nayaritella
Diatraea nayaritella is een vlinder van de familie van de grasmotten (Crambidae). De wetenschappelijke naam van deze soort is voor het eerst voorgesteld door Rafael Robles-Pérez en Maria Alma Solis in een publicatie uit 2024.
De soort komt voor in Mexico.